# Кил, Стивен
Стивен Кил (англ. Stephen Keel; родился 11 апреля 1983 года в Литлтон, Колорадо, США) — американский футболист, защитник.

## Клубная карьера

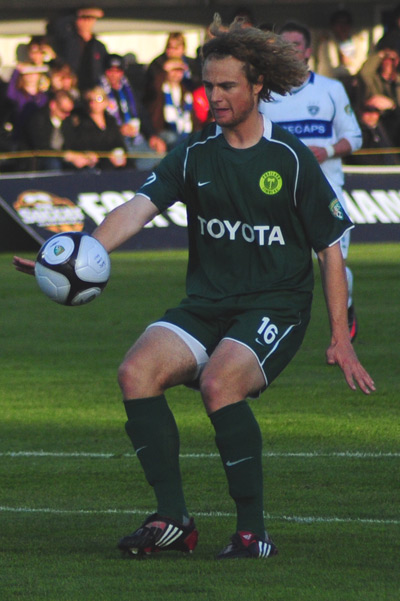
Кил в составе «Портленд Тимберс»

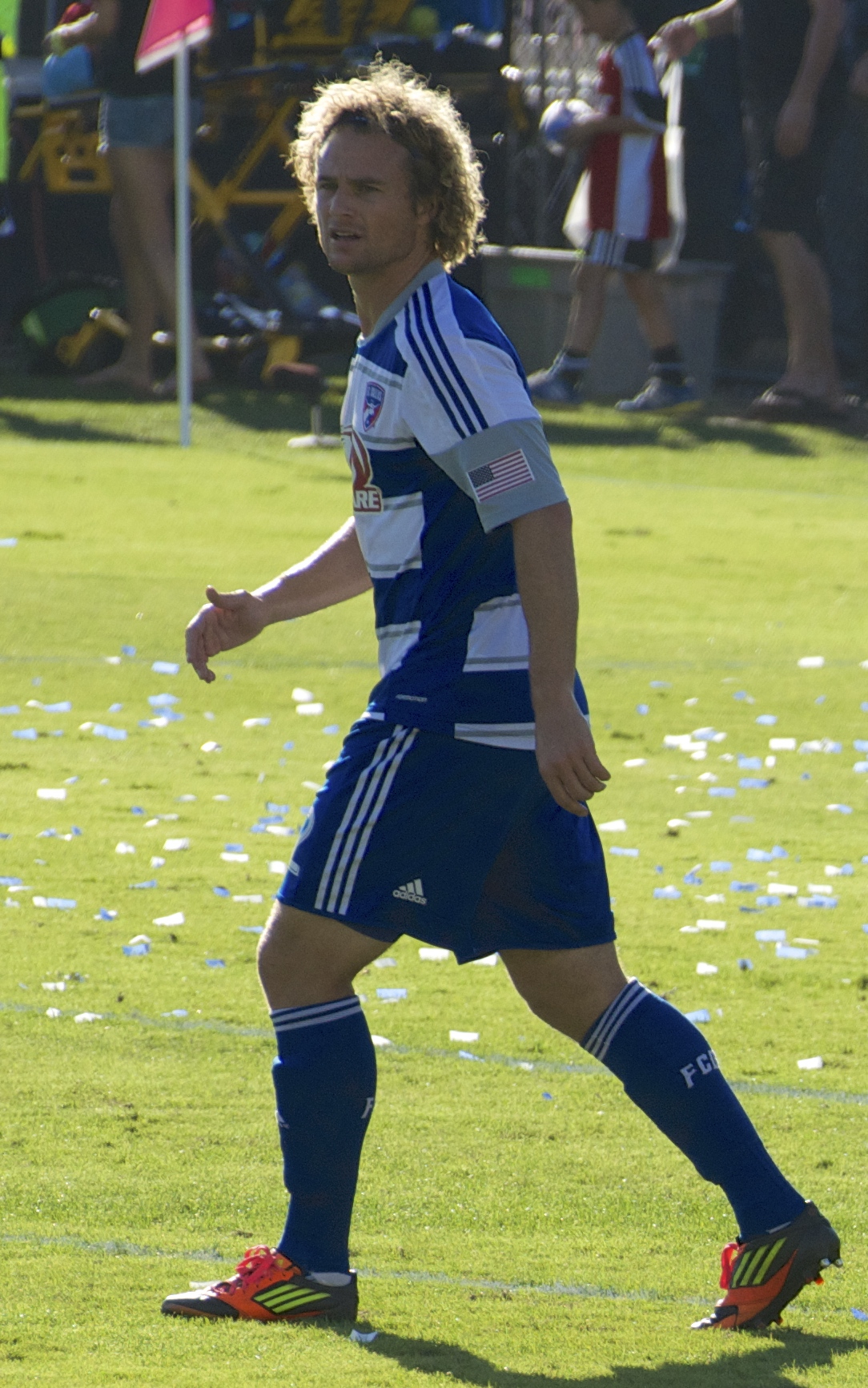
Кил в составе «Далласа»

Во время обучения в Университете Уэйк-Форест в 2001—2004 годах Кил выступал за университетскую футбольную команду. В 2003 году он также играл в клубе лиги USL PDL «Брейдентон Академикс». В 2005 году Стивен подписал контракт с клубом лиги MLS «Колорадо Рэпидз». В 2006 году он на правах аренды выступал за клуб второго дивизиона «Сиэтл Саундерс».
В 2009 году «Колорадо Рэпидз» отчислил Кила, после чего он присоединился к «Портленд Тимберс», выступавшему дивизионом ниже. 26 апреля в матче против канадского «Ванкувер Уайткэпс» он дебютировал за новую команду. 8 сентября в поединке против «Остин Ацтекс» Стивен забил свой первый гол за «дровосеков».
В марте 2011 года Кил вернулся в MLS, подписав контракт с «Нью-Йорк Ред Буллз». 25 марта в матче против «Коламбус Крю» он дебютировал за новую команду. В составе «красных быков» Стивен не был футболистом основы и по окончании второго сезона покинул клуб.
ФК «Даллас» выбрал Кила во втором раунде драфта возвращений MLS, состоявшемся 14 декабря 2012 года, и подписал его 9 января 2013 года. 3 марта в матче против своего бывшего клуба «Колорадо Рэпидз» Кил дебютировал за новую команду, заменив во втором тайме Мэтта Хеджеса. 26 октября в поединке против «Сан-Хосе Эртквейкс» Стивен забил свой первый гол за «Даллас». После окончания сезона 2015 года Кил стал свободным агентом.